# '74 Jailbreak
'74 Jailbreak es el décimo álbum de la banda australiana de hard rock AC/DC, lanzado en octubre de 1984 en Estados Unidos, Canadá y Japón. Con la producción de Harry Vanda, George Young. La canción «Jailbreak» fue lanzada en sencillo y en video. La primera canción es de la edición australiana de Dirty Deeds Done Dirt Cheap (1976), y el resto son de la edición australiana del álbum debut de la banda, la edición australiana de High Voltage, grabada en 1974 y lanzada en mayo de 1976.

## Lista de canciones
Todas las canciones escritas y compuestas por Bon Scott, Malcolm Young y Angus Young, excepto las que se citan. 
| N.º   | Título                       | Escritor(es)               | Duración |  |
| 1.    | «Jailbreak»                  |                            | 4:43     |  |
| 2.    | «You Ain't Got a Hold on Me» |                            | 3:34     |  |
| 3.    | «Show Business»              |                            | 4:47     |  |
| 4.    | «Soul Stripper»              | Malcolm Young, Angus Young | 6:26     |  |
| 5.    | «Baby, Please Don't Go»      | Big Joe Williams           | 4:51     |  |
| 24:06 |                              |                            |          |  |

## Créditos y personal
Musicalización
- Bon Scott – cantante
- Angus Young – guitarra líder y rítmica
- Malcolm Young – guitarra líder y rítmica, vocalista de apoyo
- George Young - bajo, producción, vocalista de apoyo
- Rob Bailey - bajo
- Mark Evans – bajo en «Jailbreak»
- Tony Currenti - batería, percusiones
- Peter Clack - batería, percusiones
- Phil Rudd – batería, percusiones en «Jailbreak»

Otros
- Harry Vanda - producción

### Certificaciones
| País           | Ventas    | Certificación |
| -------------- | --------- | ------------- |
| Estados Unidos | 1 000 000 | Platino       |